# Damazan
Damazan est une commune française, située dans le département de Lot-et-Garonne (région Nouvelle-Aquitaine).

## Géographie

### Localisation

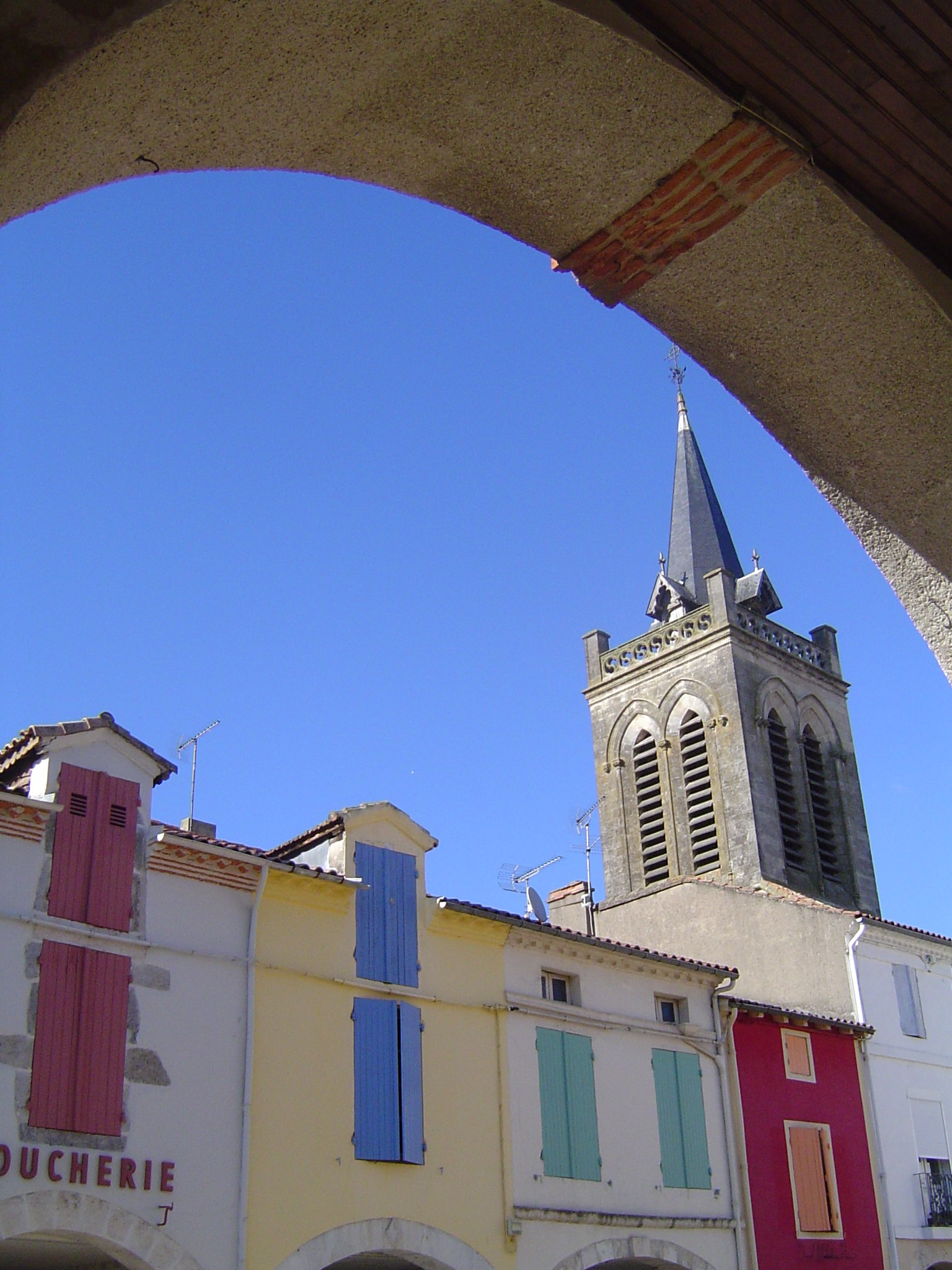
Ambiance de la bastide.

La commune de Damazan se trouve au centre du département, à mi-chemin entre Toulouse et Bordeaux. C'est une bastide, située entre Bordeaux et Agen près d'Aiguillon.
Damazan est située à la naissance de la forêt des Landes et du vignoble de Buzet.
Avant la division de la France en départements, Damazan faisait partie du Condomois et de la Gascogne. Elle est un point de passage obligé de l'Agenais vers les Landes (Mont-de-Marsan), le Pays basque (Bayonne), le Périgord (Périgueux) et la vallée du Lot (Villeneuve-sur-Lot, Cahors).

### Communes limitrophes
Les communes limitrophes sont  Ambrus, Buzet-sur-Baïse, Caubeyres, Puch-d'Agenais, Saint-Léger, Saint-Léon et Saint-Pierre-de-Buzet.
|                                        | Puch-d'Agenais        |                 |
| Saint-Léon                             | Damazan               | Saint-Léger     |
| Caubeyres, Ambrus (par un quadripoint) | Saint-Pierre-de-Buzet | Buzet-sur-Baïse |

### Hydrographie
Damazan est située au bord du canal latéral à la Garonne, dominant la plaine de Garonne.
Une halte nautique y a été aménagée.

Le canal latéral à la Garonne
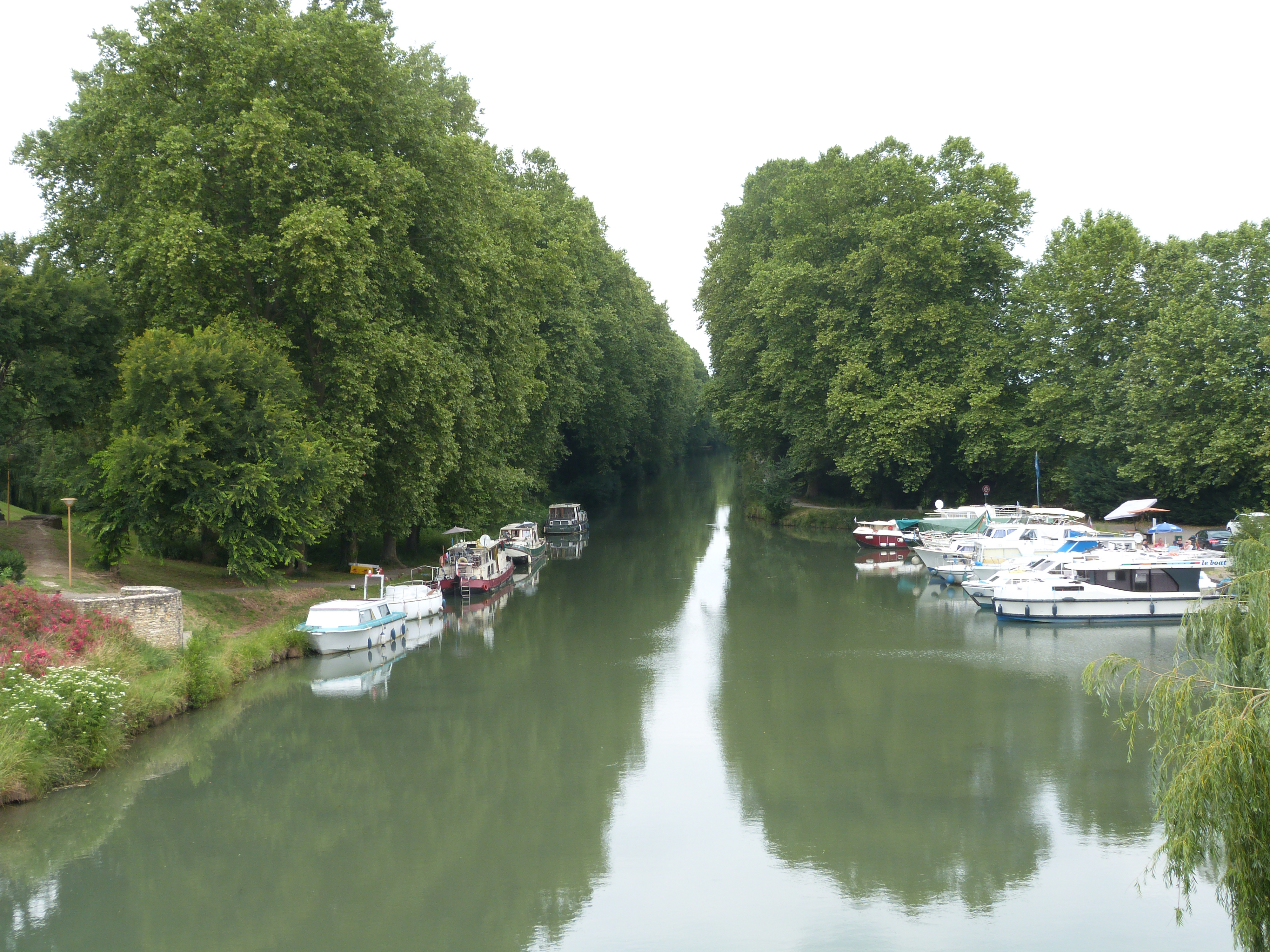
Le canal.
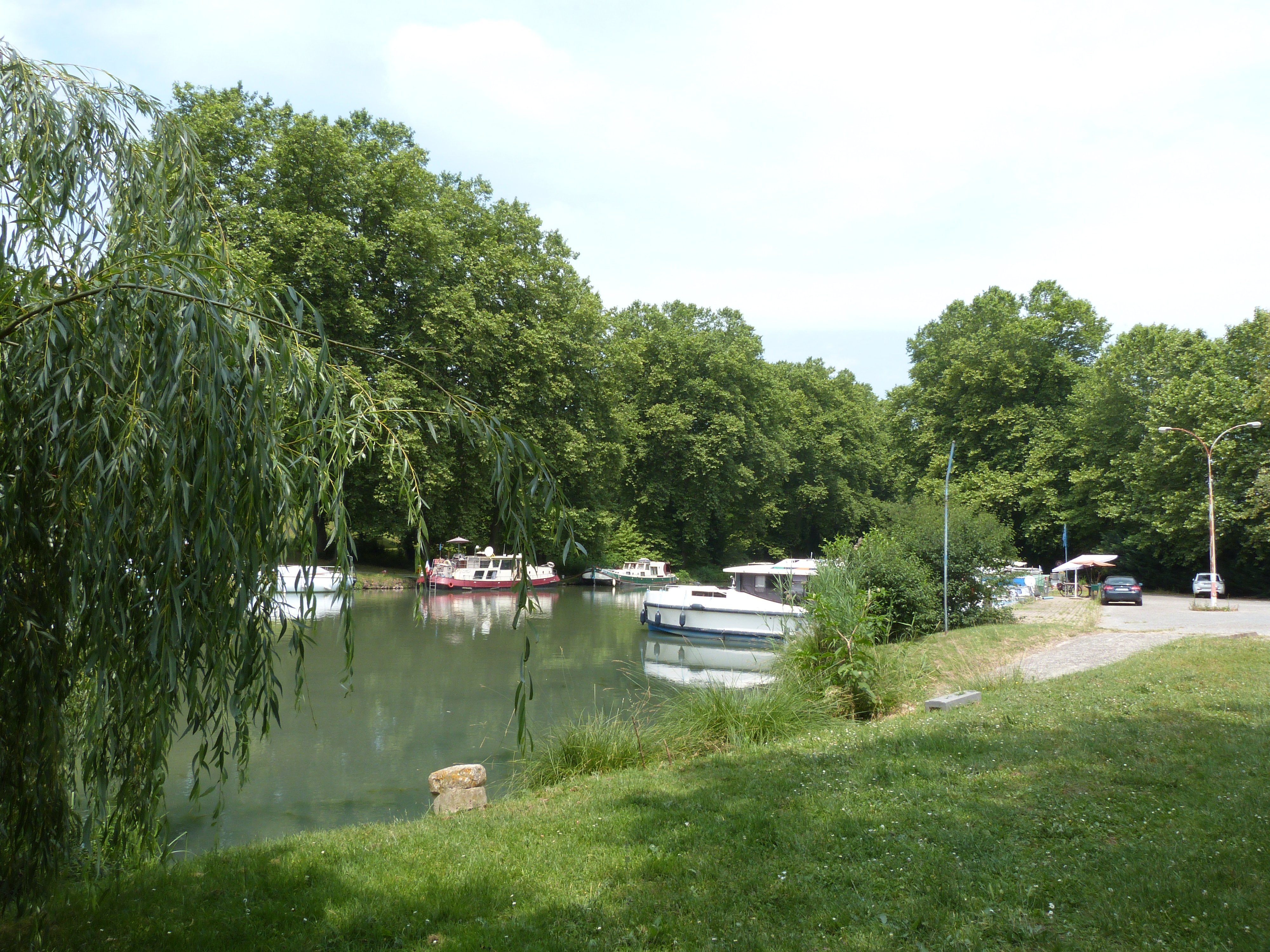
La halte nautique.

### Climat
Pour des articles plus généraux, voir Climat de la Nouvelle-Aquitaine et Climat de Lot-et-Garonne.
Historiquement, la commune est exposée à un climat océanique aquitain.  
En 2020, Météo-France publie une typologie des climats de la France métropolitaine dans laquelle la commune est exposée à un climat océanique altéré et est dans la région climatique Aquitaine, Gascogne, caractérisée par une pluviométrie abondante au printemps, modérée en automne, un faible ensoleillement au printemps, un été chaud (19,5 °C), des vents faibles, des brouillards fréquents en automne et en hiver et des orages fréquents en été (15 à 20 jours).
Pour la période 1971-2000, la température annuelle moyenne est de 13,1 °C, avec une amplitude thermique annuelle de 15,1 °C. Le cumul annuel moyen de précipitations est de 734 mm, avec 9,5 jours de précipitations en janvier et 6,2 jours en juillet. Pour la période 1991-2020, la température moyenne annuelle observée sur la station météorologique la plus proche, située sur la commune de Nérac à 18 km à vol d'oiseau, est de 13,9 °C et le cumul annuel moyen de précipitations est de 735,7 mm,. Pour l'avenir, les paramètres climatiques de la commune estimés pour 2050 selon différents scénarios d'émission de gaz à effet de serre sont consultables sur un site dédié publié par Météo-France en novembre 2022.

## Urbanisme

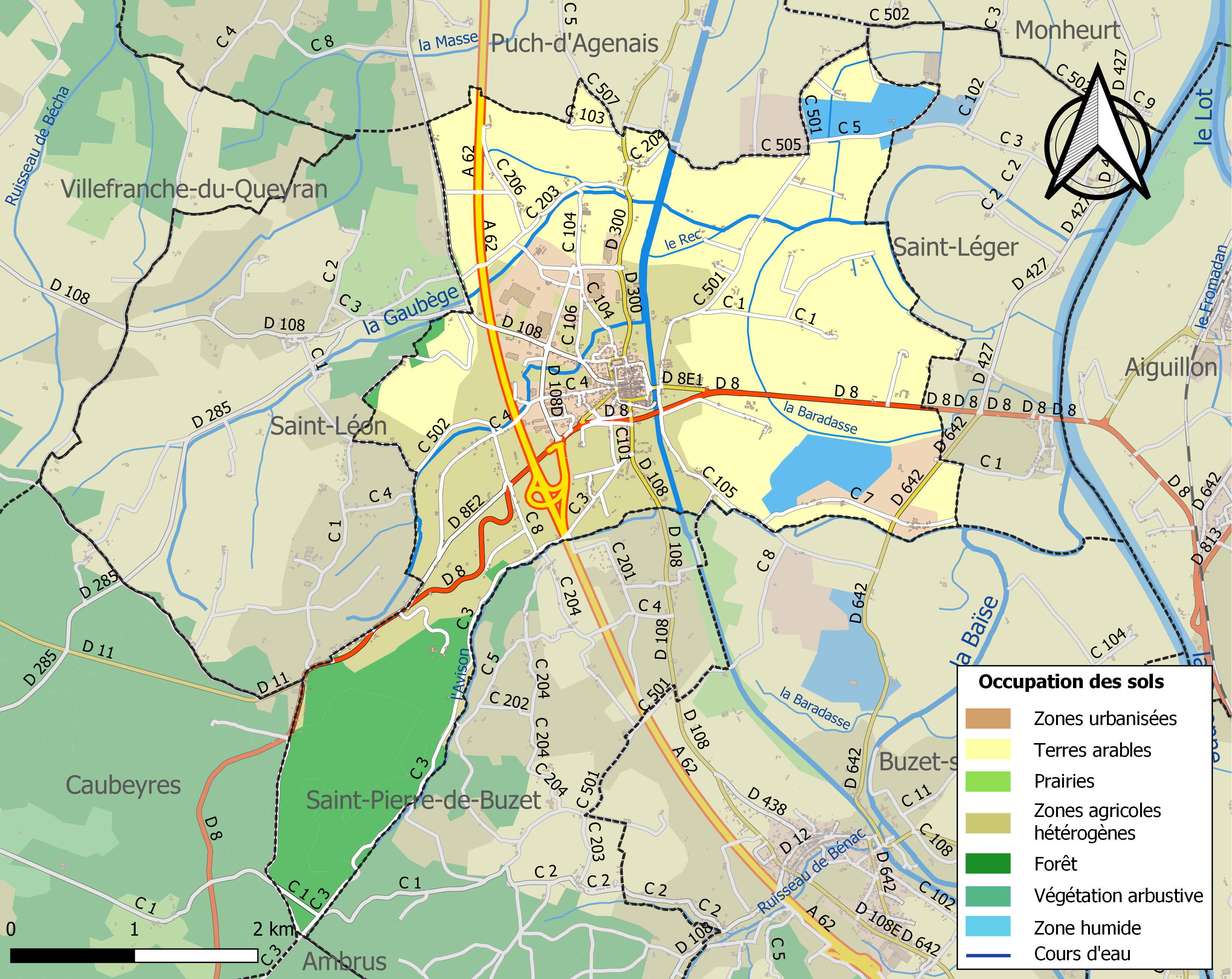
Carte des infrastructures et de l'occupation des sols de la commune en 2018 (CLC).

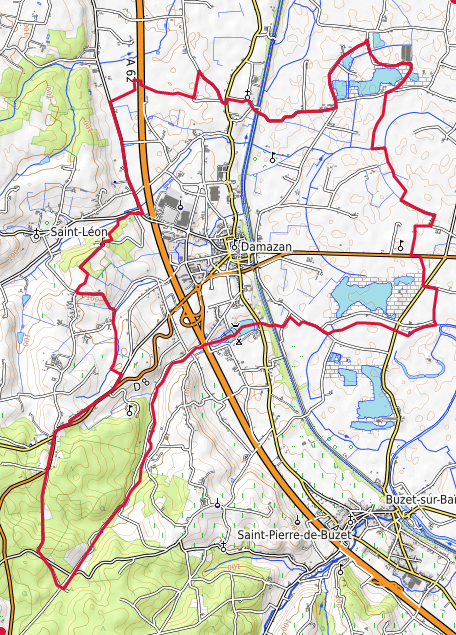
Carte topographique de la commune en 2020.

### Typologie
Au 1er janvier 2024, Damazan est catégorisée bourg rural, selon la nouvelle grille communale de densité à sept niveaux définie par l'Insee en 2022.
Elle est située hors unité urbaine et hors attraction des villes,.

### Occupation des sols
L'occupation des sols de la commune, telle qu'elle ressort de la base de données européenne d’occupation biophysique des sols Corine Land Cover (CLC), est marquée par l'importance des territoires agricoles (71,8 % en 2018), en diminution par rapport à 1990 (81,6 %). La répartition détaillée en 2018 est la suivante : 
terres arables (44,2 %), zones agricoles hétérogènes (24,8 %), forêts (14,4 %), eaux continentales (4,4 %), zones industrielles ou commerciales et réseaux de communication (3,7 %), zones urbanisées (3,3 %), cultures permanentes (2,8 %), mines, décharges et chantiers (2,4 %). L'évolution de l’occupation des sols de la commune et de ses infrastructures peut être observée sur les différentes représentations cartographiques du territoire : la carte de Cassini (XVIIIe siècle), la carte d'état-major (1820-1866) et les cartes ou photos aériennes de l'IGN pour la période actuelle (1950 à aujourd'hui).

### Habitat et logement
En 2020, le nombre total de logements dans la commune était de 771, alors qu'il était de 704 en 2015 et de 689 en 2010.
Parmi ces logements, 81,7 % étaient des résidences principales, 5,1 % des résidences secondaires et 13,2 % des logements vacants. Ces logements étaient pour 81 % d'entre eux des maisons individuelles et pour 18,6 % des appartements.
Le tableau ci-dessous présente la typologie des logements à Damazan en 2020 en comparaison avec celle de Lot-et-Garonne et de la France entière. Une caractéristique marquante du parc de logements est ainsi une proportion de résidences secondaires et logements occasionnels (5,1 %) inférieure à celle du département (6,3 %) et  à celle de la France entière (9,7 %). Concernant le statut d'occupation de ces logements, 58,3 % des habitants de la commune sont propriétaires de leur logement (60,9 % en 2015), contre 64,7 % pour le Lot-et-Garonne et 57,5 pour la France entière.
| Typologie                                               | Damazan | Lot-et-Garonne | France entière |
| ------------------------------------------------------- | ------- | -------------- | -------------- |
| Résidences principales (en %)                           | 81,7    | 81,9           | 82,1           |
| Résidences secondaires et logements occasionnels (en %) | 5,1     | 6,3            | 9,7            |
| Logements vacants (en %)                                | 13,2    | 11,7           | 8,2            |

### Voies de communication et transports
Accès :
- Par la route :
  - autoroute A62 sortie  6 (nommée « Aiguillon », en fait située à Damazan).
  - routes départementales : D.8, D.300 et D.108.
- Par train :
  - gare d'Aiguillon (6 km)
  - gare de Tonneins (12 km)
- Par bateau :
  - halte nautique aménagée sur le canal latéral à la Garonne à Damazan.

### Risques naturels et technologiques
Le territoire de la commune de Damazan est vulnérable à différents aléas naturels : météorologiques (tempête, orage, neige, grand froid, canicule ou sécheresse), inondations, feux de forêts, mouvements de terrains et séisme (sismicité très faible). Il est également exposé à deux risques technologiques,  le transport de matières dangereuses et la rupture d'un barrage. Un site publié par le BRGM permet d'évaluer simplement et rapidement les risques d'un bien localisé soit par son adresse soit par le numéro de sa parcelle.

#### Risques naturels
Certaines parties du territoire communal sont susceptibles d’être affectées par le risque d’inondation par une crue à  débordement lent de cours d'eau, notamment le Canal latéral à la Garonne, la Gaubège. La commune a été reconnue en état de catastrophe naturelle au titre des dommages causés par les inondations et coulées de boue survenues en 1982, 1988, 1990, 1993, 1999, 2009, 2018, 2019 et 2021,.
Damazan est exposée au risque de feu de forêt. Depuis le 20 avril 2016, les départements de la Gironde, des Landes et de Lot-et-Garonne disposent d’un règlement interdépartemental de protection de la forêt contre les incendies. Ce règlement vise à mieux prévenir les incendies de forêt, à faciliter les interventions des services et à limiter les conséquences, que ce soit par le débroussaillement, la limitation de l’apport du feu ou la réglementation des activités en forêt. Il définit en particulier cinq niveaux de vigilance croissants auxquels sont associés différentes mesures,.
Les mouvements de terrains susceptibles de se produire sur la commune sont des tassements différentiels.

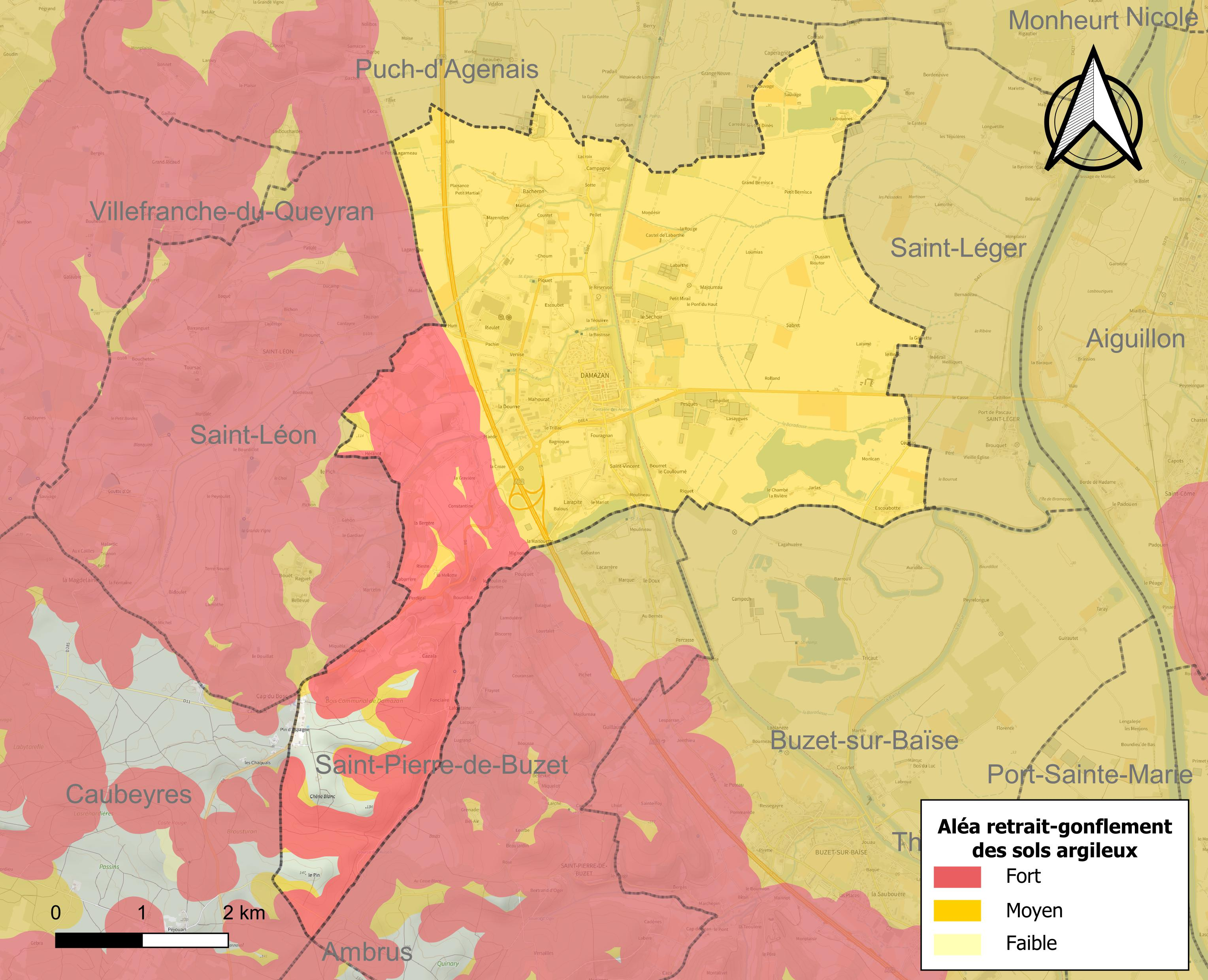
Carte des zones d'aléa retrait-gonflement des sols argileux de Damazan.

Le retrait-gonflement des sols argileux est susceptible d'engendrer des dommages importants aux bâtiments en cas d’alternance de périodes de sécheresse et de pluie. 96,9 % de la superficie communale est en aléa moyen ou fort (91,8 % au niveau départemental et 48,5 % au niveau national). Depuis le 1er octobre 2020, en application de la loi ELAN, différentes contraintes s'imposent aux vendeurs, maîtres d'ouvrages ou constructeurs de biens situés dans une zone classée en aléa moyen ou fort,.
Concernant les mouvements de terrains, la commune a été reconnue en état de catastrophe naturelle au titre des dommages causés par la sécheresse en 2003, 2005 et 2006 et par des mouvements de terrain en 1999.

#### Risque technologique
La commune est en outre située en aval des barrages de Grandval dans le Cantal et de Sarrans en Aveyron, des ouvrages de classe A. À ce titre elle est susceptible d’être touchée par l’onde de submersion consécutive à la rupture de cet ouvrage.

## Toponymie
Damazan étant en Gascogne, la plupart des lieux-dits y sont explicables par le gascon, par exemple (rue de) Berdoulet, Cap du Bosc, la Téoulère, Cazala, Mahourat…
Au cours de la période de la Convention nationale (1792-1795), la commune porte le nom révolutionnaire de Damazan-le-Républicain.

## Politique et administration

### Rattachements administratifs et électoraux

#### Rattachements administratifs
La commune se trouve depuis 1942 dans l'arrondissement de Nérac du département de Lot-et-Garonne.
Elle était depuis 1793 le chef-lieu du canton de Damazan. Dans le cadre du redécoupage cantonal de 2014 en France, cette circonscription administrative territoriale a disparu, et le canton n'est plus qu'une circonscription électorale.

#### Rattachements électoraux
Pour les élections départementales, la commune fait partie depuis 2014 du canton de Lavardac.
Pour l'élection des députés, elle fait partie de la deuxième circonscription de Lot-et-Garonne.

### Intercommunalité
Damazan était membre de la communauté de communes du Confluent, un établissement public de coopération intercommunale (EPCI) à fiscalité propre créé en 1999 et auquel la commune avait transféré un certain nombre de ses compétences, dans les conditions déterminées par le code général des collectivités territoriales.
Dans le cadre des dispositions de la loi portant nouvelle organisation territoriale de la République du 7 août 2015, qui prévoit que les établissements publics de coopération intercommunale (EPCI) à fiscalité propre doivent avoir un minimum de 15 000 habitants, cette intercommunalité a fusionné avec sa voisine pour former, le 1er janvier 2017, la communauté  de communes du Confluent et des Coteaux de Prayssas, dont est désormais membre la commune.

## Population et société
Les habitants sont appelés les Damazanais et Damazanaises.

### Démographie
L'évolution du nombre d'habitants est connue à travers les recensements de la population effectués dans la commune depuis 1793. Pour les communes de moins de 10 000 habitants, une enquête de recensement portant sur toute la population est réalisée tous les cinq ans, les populations de référence des années intermédiaires étant quant à elles estimées par interpolation ou extrapolation. Pour la commune, le premier recensement exhaustif entrant dans le cadre du nouveau dispositif a été réalisé en 2007.

En 2022, la commune comptait 1 353 habitants, en évolution de +0,89 % par rapport à 2016 (Lot-et-Garonne : −0,18 %, France hors Mayotte : +2,11 %).
| 1793  | 1800  | 1806  | 1821  | 1831  | 1836  | 1841  | 1846  | 1851  |
| ----- | ----- | ----- | ----- | ----- | ----- | ----- | ----- | ----- |
| 2 690 | 1 086 | 1 255 | 1 336 | 1 592 | 1 684 | 1 789 | 1 744 | 1 741 |

| 1856  | 1861  | 1866  | 1872  | 1876  | 1881  | 1886  | 1891  | 1896  |
| ----- | ----- | ----- | ----- | ----- | ----- | ----- | ----- | ----- |
| 1 802 | 1 835 | 1 844 | 1 871 | 1 827 | 1 762 | 1 734 | 1 648 | 1 573 |

| 1901  | 1906  | 1911  | 1921  | 1926  | 1931  | 1936  | 1946  | 1954  |
| ----- | ----- | ----- | ----- | ----- | ----- | ----- | ----- | ----- |
| 1 543 | 1 464 | 1 414 | 1 293 | 1 346 | 1 315 | 1 349 | 1 305 | 1 333 |

| 1962  | 1968  | 1975  | 1982  | 1990  | 1999  | 2006  | 2007  | 2012  |
| ----- | ----- | ----- | ----- | ----- | ----- | ----- | ----- | ----- |
| 1 424 | 1 338 | 1 257 | 1 204 | 1 164 | 1 237 | 1 251 | 1 254 | 1 311 |

| 2017  | 2022  | - | - | - | - | - | - | - |
| ----- | ----- | - | - | - | - | - | - | - |
| 1 354 | 1 353 | - | - | - | - | - | - | - |

- L'année où il y avait le plus d'habitants est 1793 : il y avait 2 690 habitants ; la valeur de ce recensement est d'ailleurs sujette à caution.
- L'année où il y en avait le moins est 1990 : il y avait 1 164 habitants.
- Avant la Première Guerre mondiale, il y avait 1 414 habitants, or maintenant il y a 1 251 habitants : donc il y a 163 habitants de moins.

L'évolution démographique montre que Damazan n'a que modérément profité de la présence inespérée de l'échangeur autoroutier à proximité immédiate du chef-lieu communal. Une zone d'activités s'est néanmoins récemment installée en face de cet échangeur.

## Culture locale et patrimoine

### Lieux et monuments
- Place centrale : élément caractéristique des Bastides, entourée de maisons à cornières, dont quelques-unes conservent encore leurs murs en torchis et colombages. La restauration du pavage de la place en 1998 a permis de rebâtir le puits qui alimentait jadis la ville en eau et la construction de la fontaine côté nord de la place. Les façades ont été repeintes en 2001, retrouvant des couleurs variées, comme au Moyen Âge.
- Hôtel de ville : édifié vers 1818 au centre de la place à cornières au-dessus de la halle et son escalier du XIVe siècle.
- Château comtal (à l’angle nord-ouest de la Place) : à l’origine résidence du gouverneur militaire nommé par le roi, il fut ensuite occupé par le magasin des tabacs à partir de 1832 ; en partie détruit par le feu en 1989, il est aujourd’hui en cours de restauration.
- Église Notre-Dame du XVIIe siècle (à l’angle nord-est de la place) : le chevet dirigé vers l’orient, selon la coutume des chrétiens. De l’édifice du XIIIe siècle, incendié par les protestants en 1585, il ne reste rien, l’église actuelle étant de fondation gothique. Elle est inscrite à l'Inventaire général du patrimoine culturel[38].

L'église Notre-Dame
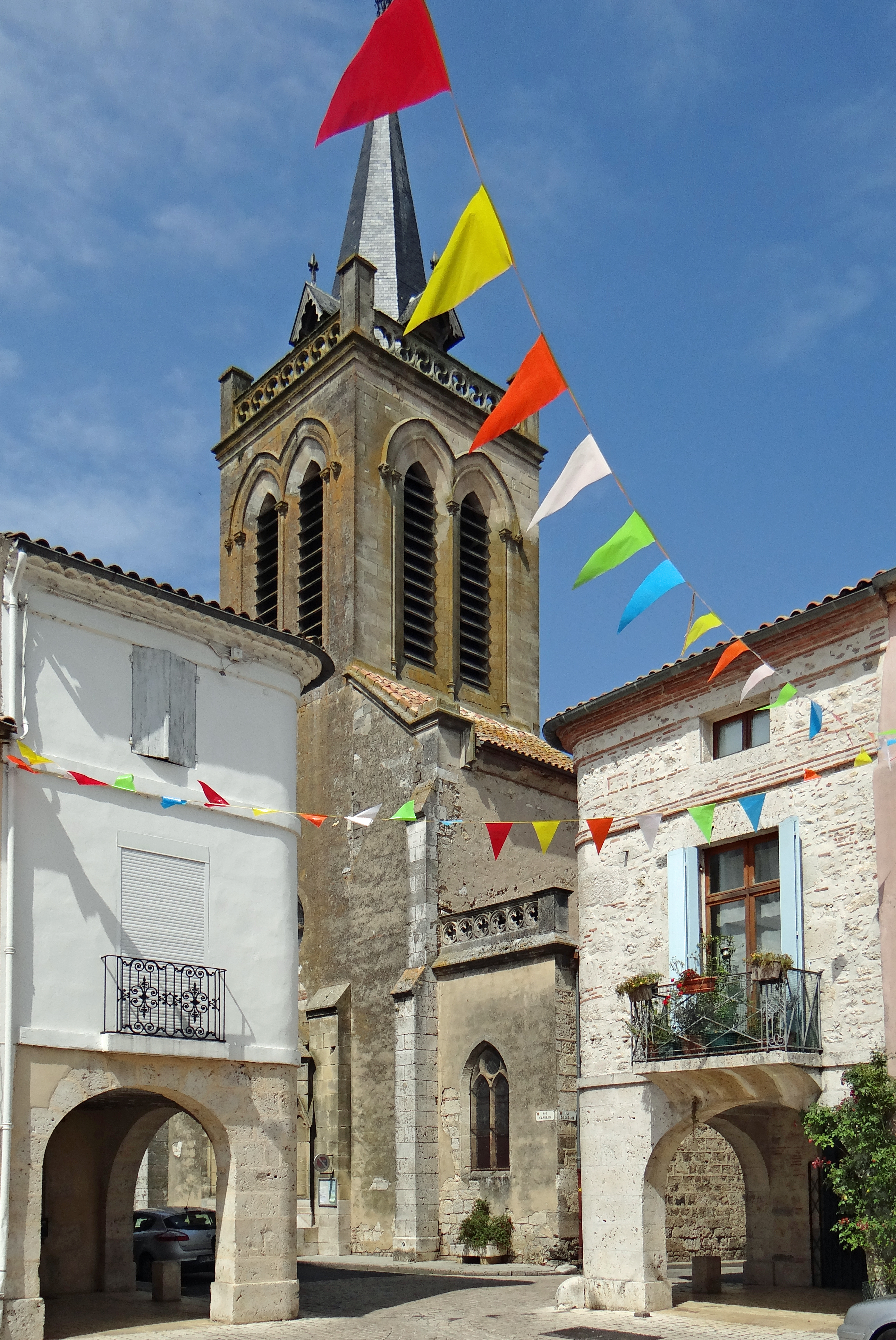
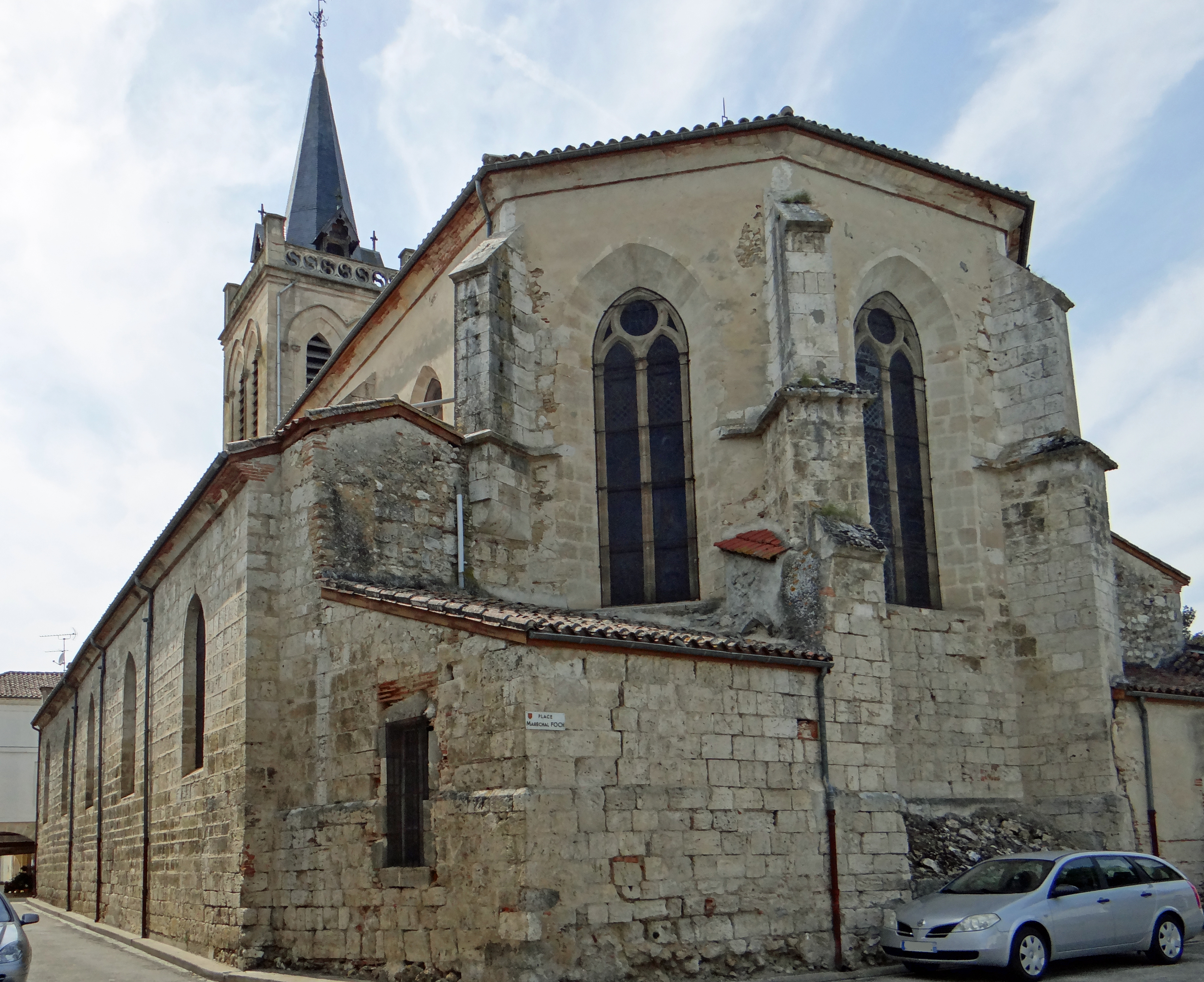
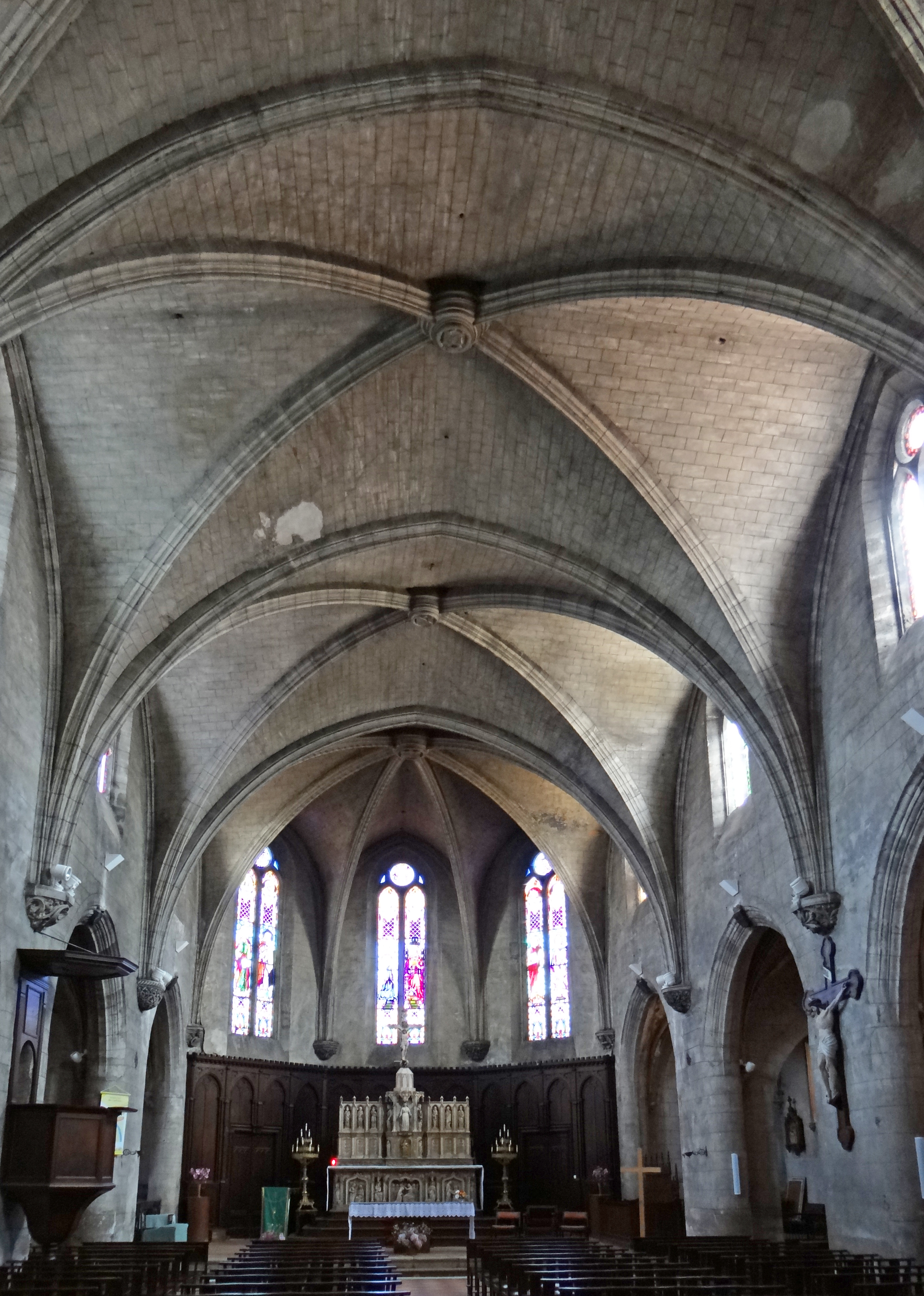
La nef et le chœur.
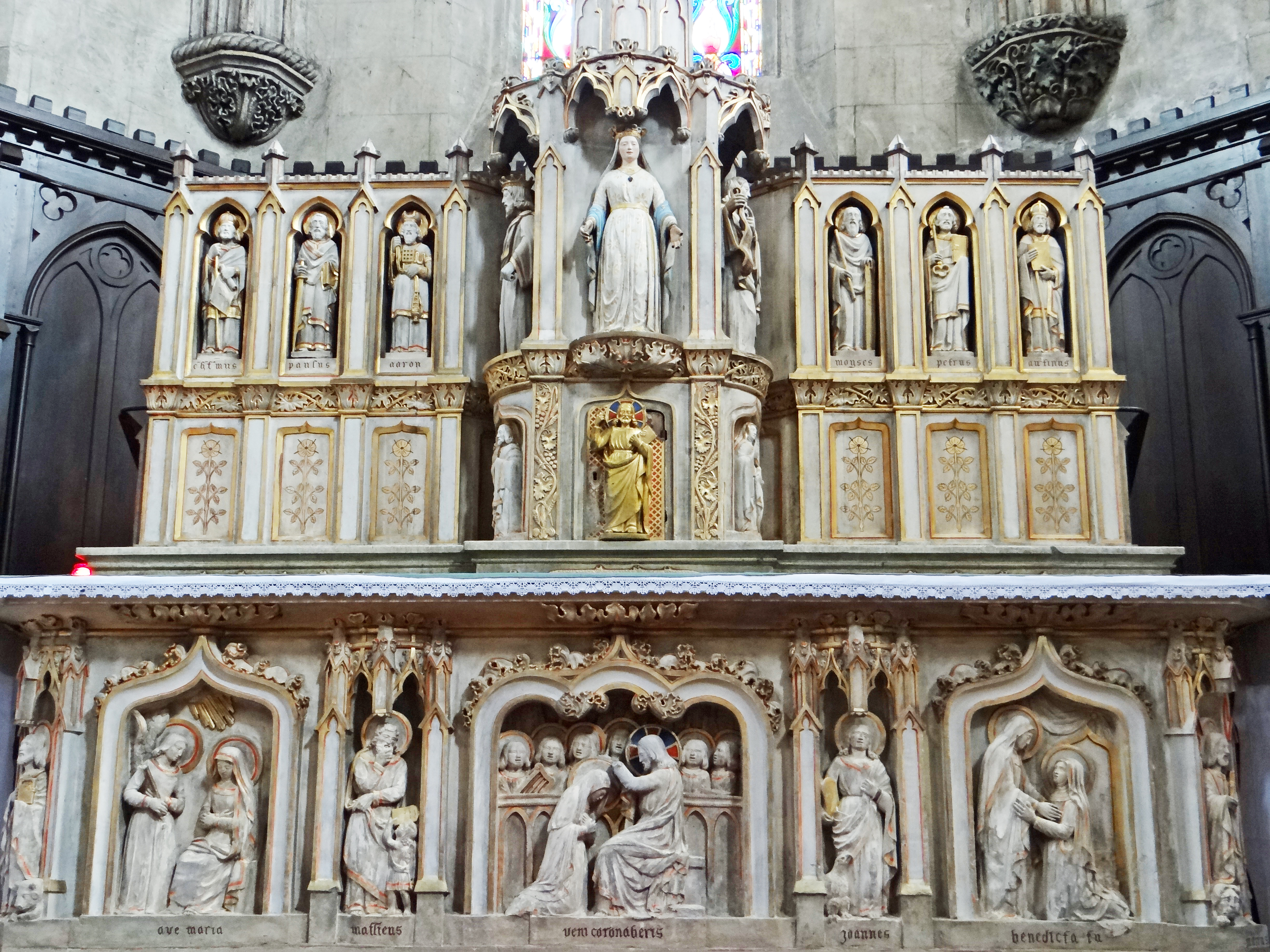
Le retable du maître-autel.
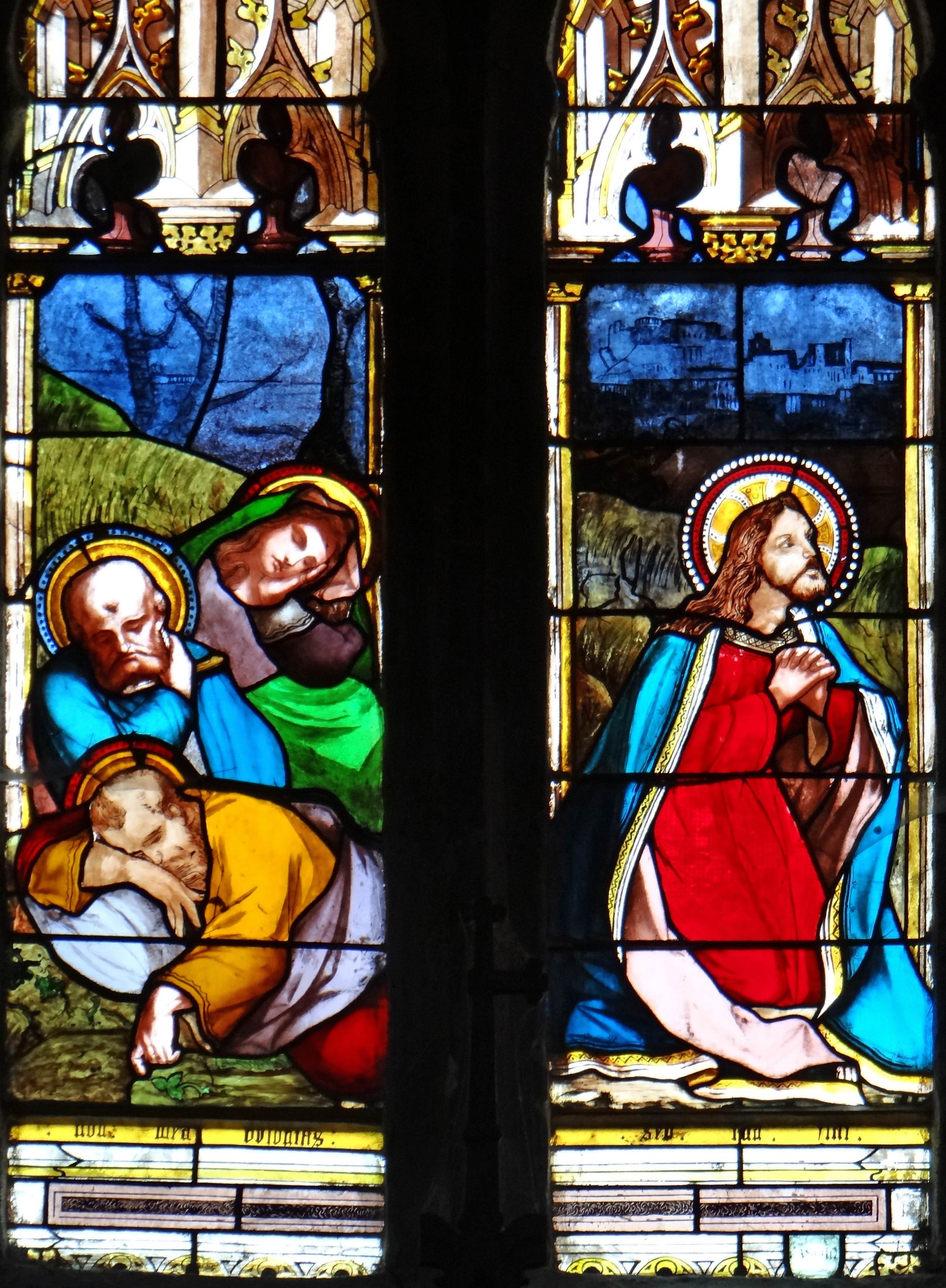
Détail d'un vitrail.

- « Fontaine des Anglais » : fontaine médiévale de l’Avizon, restaurée en 1998 par l’Association des « Amis des Château Comtal ». Ces restaurations ont permis de mettre en évidence l’arc gothique en briques très épaisses et violines (datant certainement du Moyen Âge et de la première construction de la fontaine) ; le monument actuel de la fontaine date de 1731. À proximité de celle-ci se trouve un lavoir et un abreuvoir où les chevaux venaient boire et prendre un bain.
- Tour d’angle et un reste de remparts boulevard du Midi et boulevard du Général-de-Gaulle.
- Esplanade des Promenades : construite en 1863 sur les anciens fossés, avec pigeonnier cylindrique de type « hune », ancienne école des filles construite en 1885 longeant le côté nord des Promenades (transformée en « Hôtel des Associations ») et monument aux morts.
- Lavoir d’Escoubet (au nord de la ville) : où jadis les lavandières de Damazan se réunissaient.
- Canal latéral à la Garonne et son pont sur le canal, ses chemins de halage, sa halte nautique et le jardin public qui la surplombe. Le creusement du canal fut commencé en 1832 et dura jusqu’en 1846.
- Stade vélodrome du « Betbèze », achevé dans les années 1920.
- Château de Muges (site privé) en bordure de la RD 8 entre Saint-Léger et Damazan.
- Château de Labarthe du XIVe siècle construit sur une motte artificielle, entre Damazan et Monheurt (site privé).
- Vestiges de la « Grange de Fonclaire »  ou « Maison des Moines », fondée au XIIe siècle par une communauté de moines défricheurs dans la forêt de Cazala, sur la route de l’Avizon.
- Lac collinaire du Moulineau alimenté par l’Avizon, achevé en 1969.
- Téléski nautique de Damazan (TND47), installé en 2013 par la société Wake-Attraction sur le lac du Moulineau (5 poulies + 2 poulies) ; il est le seul WAKEPARK du Lot-et-Garonne[39].

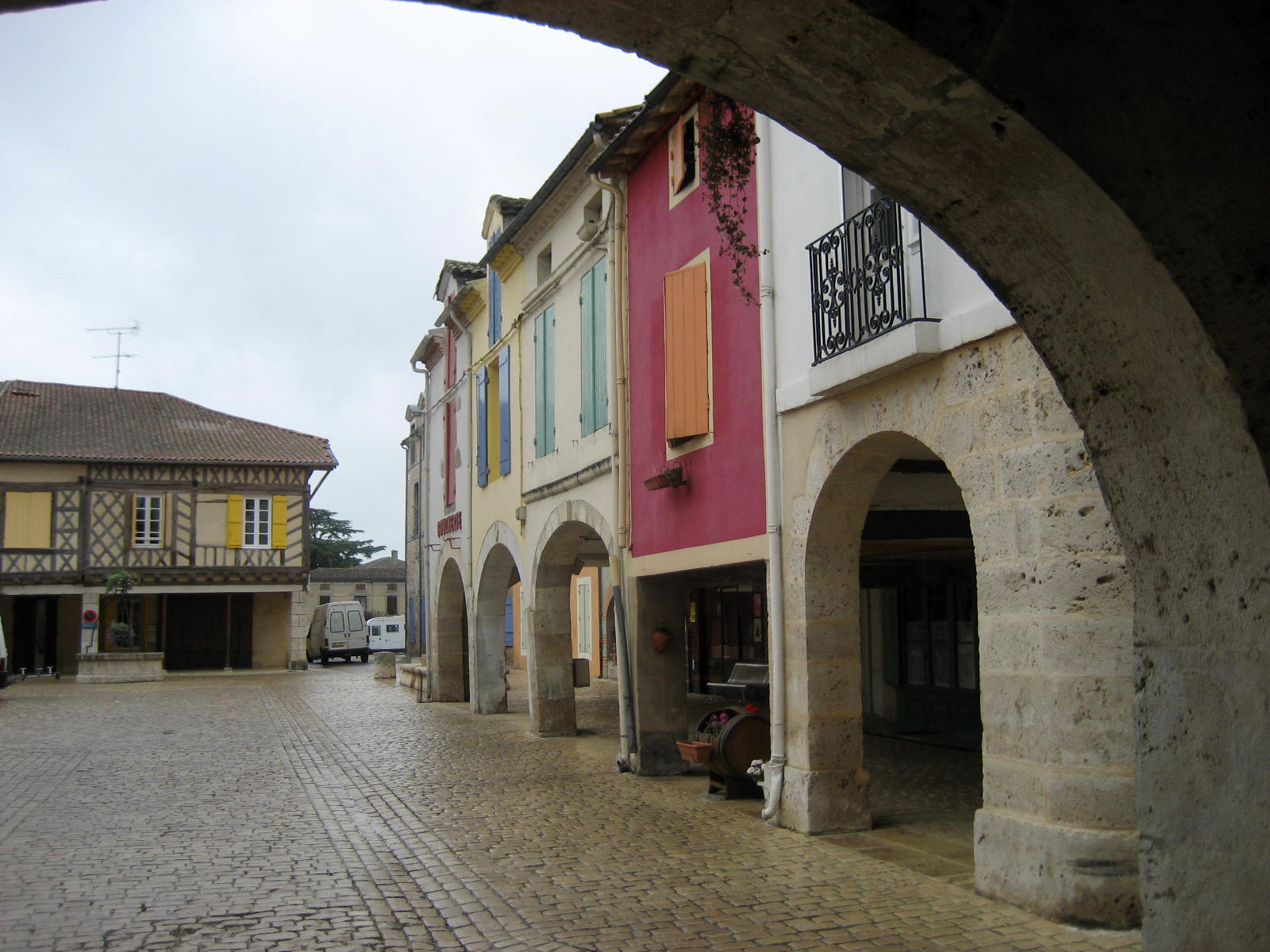
La Place Armand-Fallières.
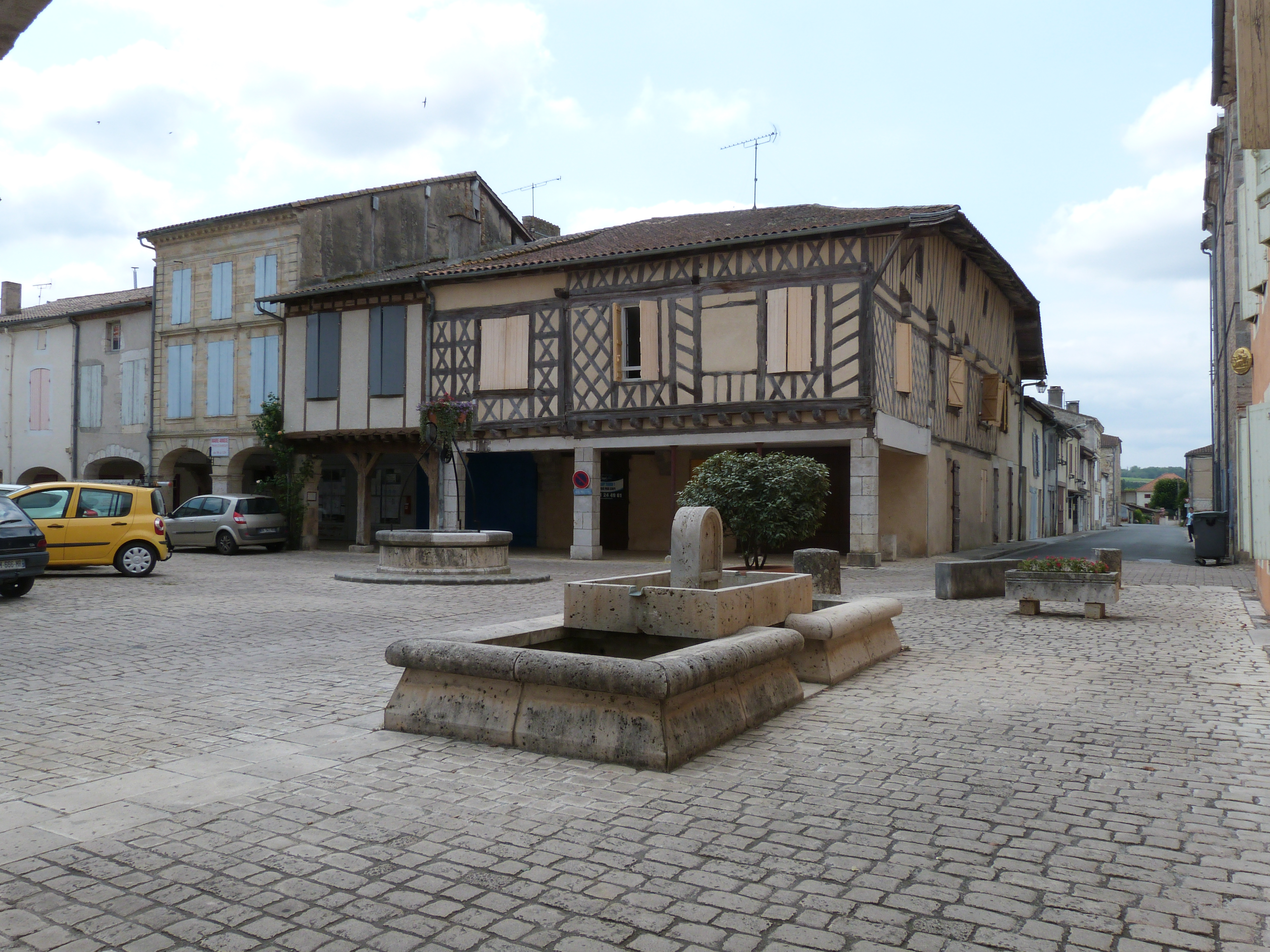
Autre vue de la place.
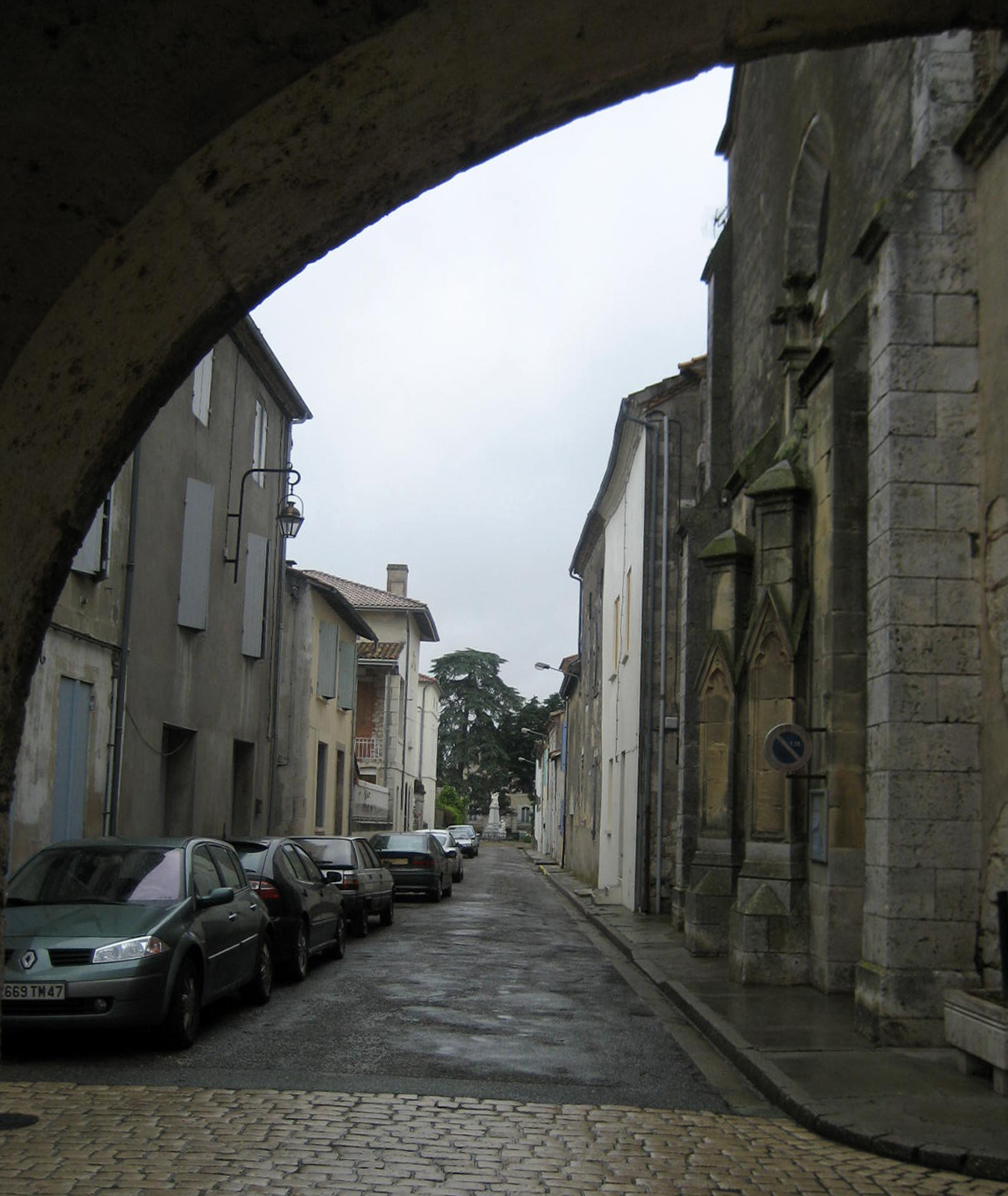
Rue de l'Église.
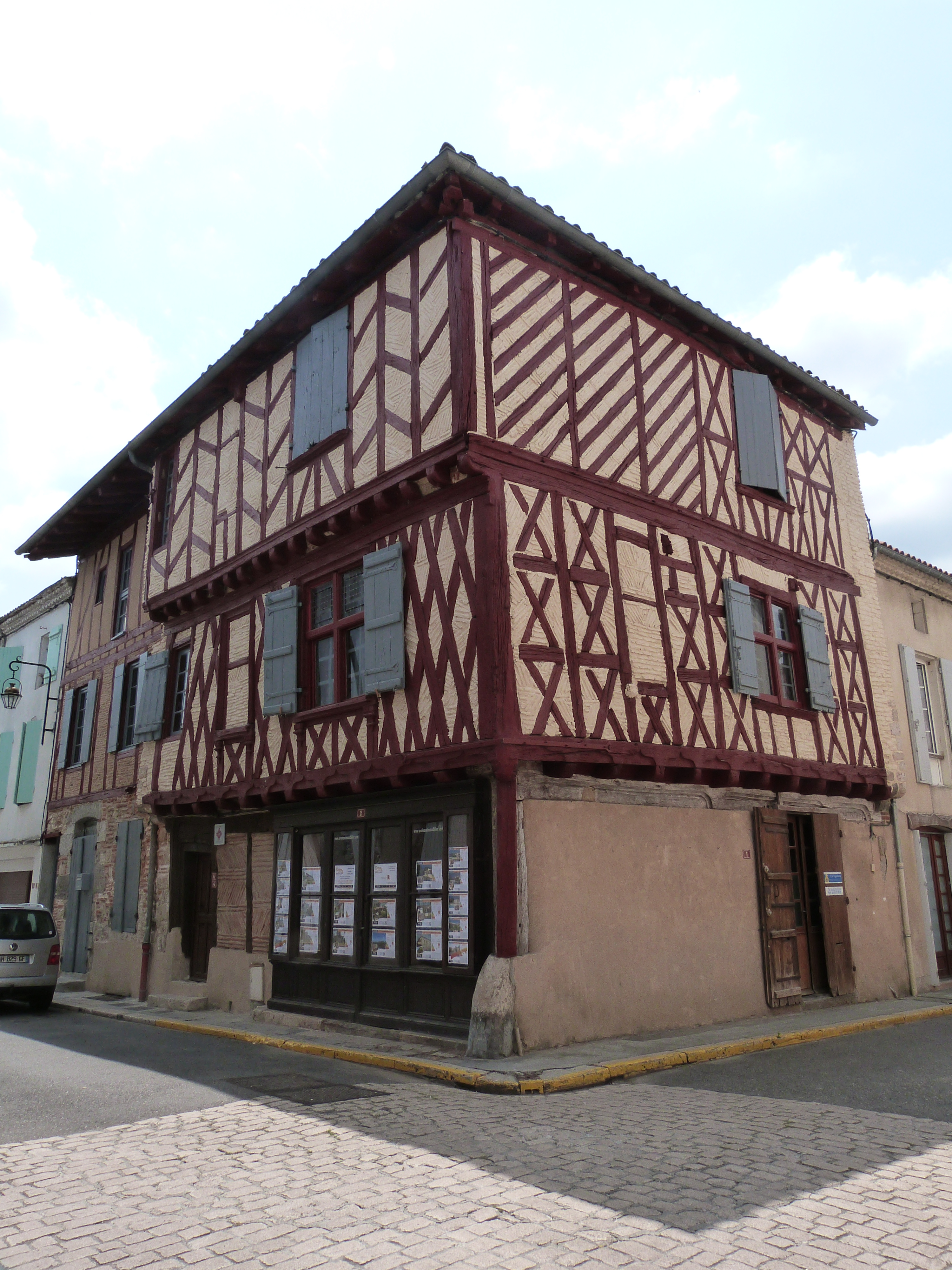
Maison à colombage, rue de Buzet...
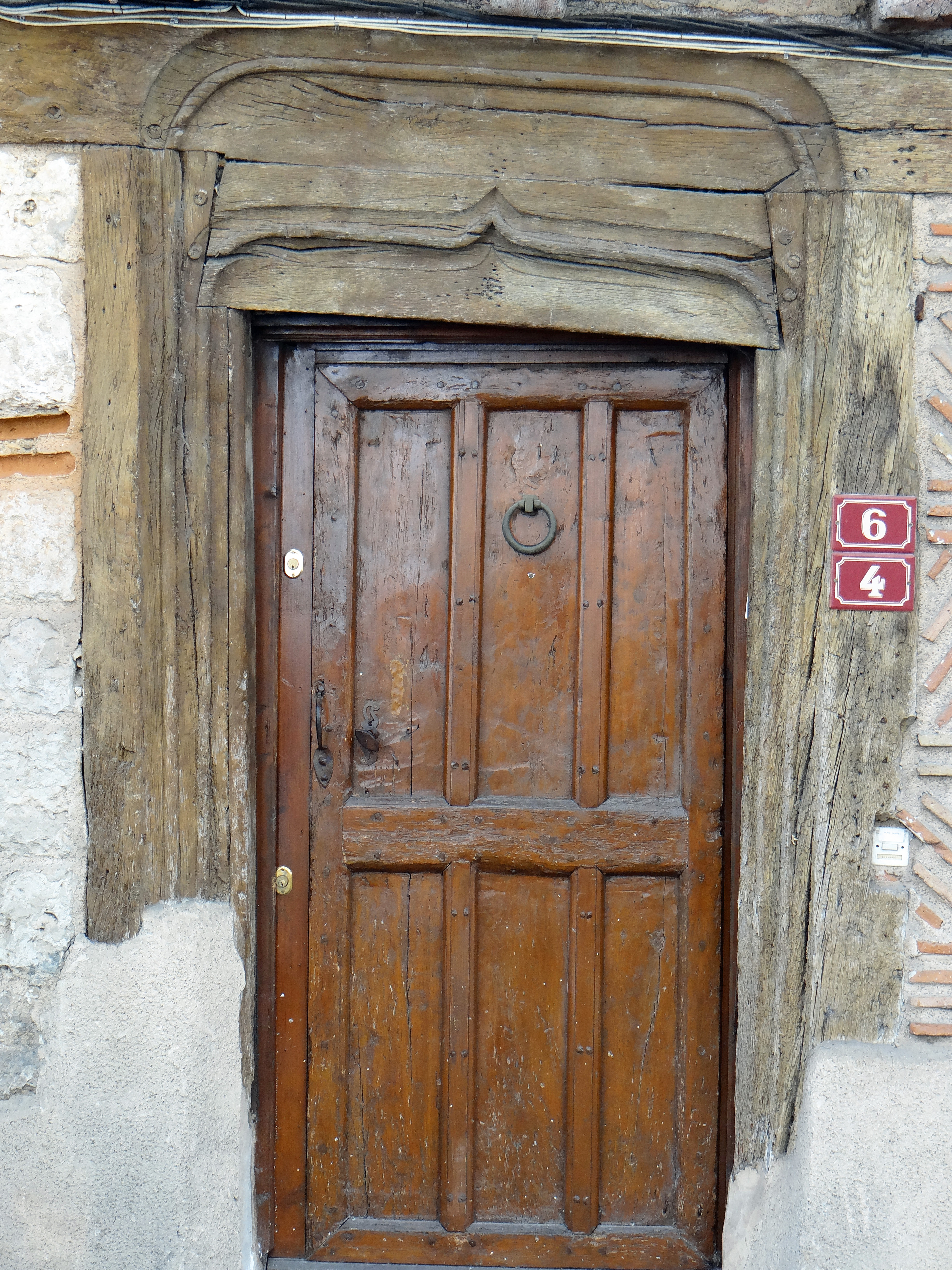
... Sa porte ...
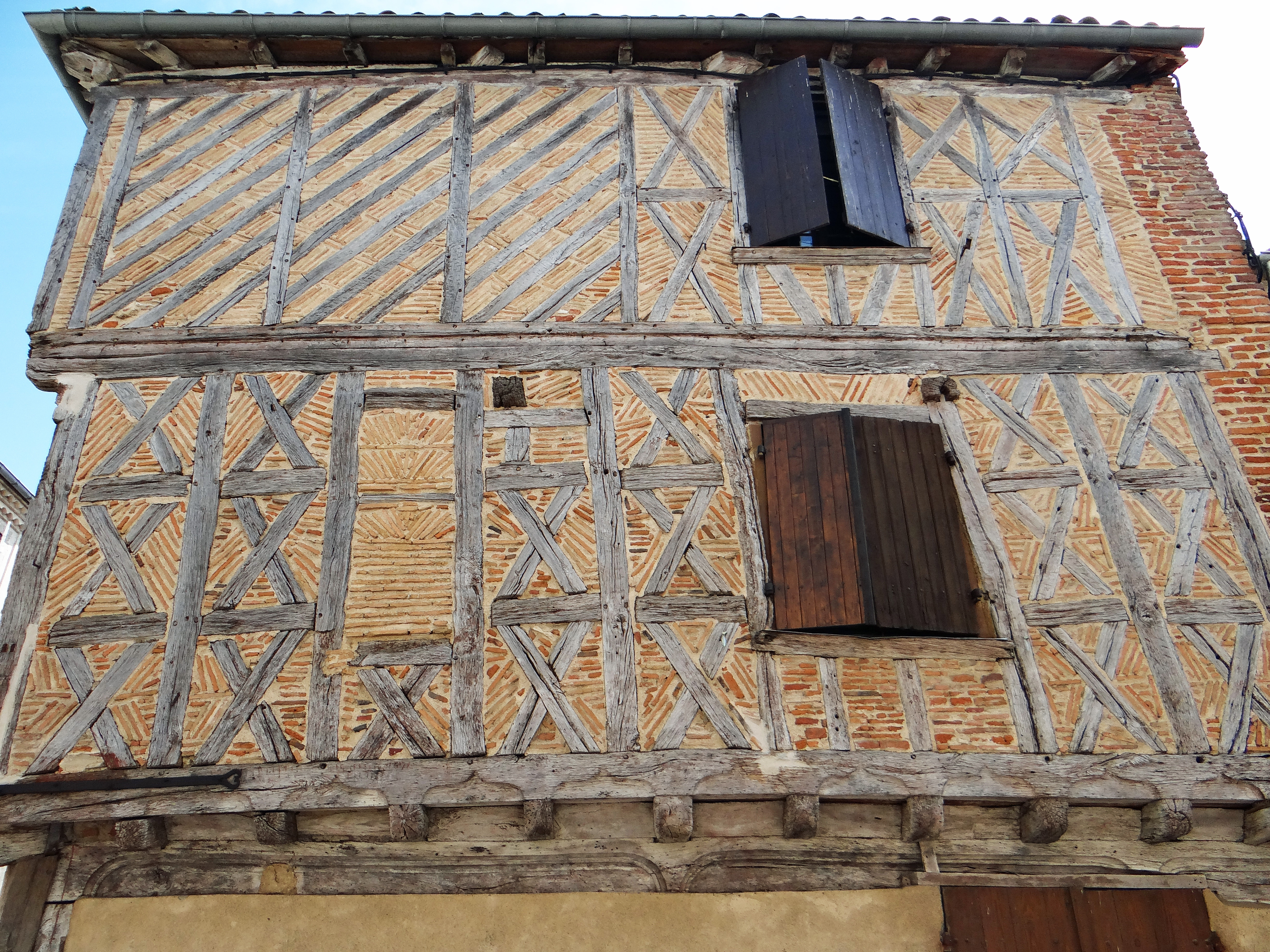
... Détail des colombages.

### Personnalités liées à la commune
- Henri Heurtebise (1936-2023), poète, éditeur, y est mort.
- Bernard Dubourg (1945-1992), poète, essayiste, traducteur, y est né.

### Héraldique
| Blason de Damazan | Blason  | De gueules à la croix ancrée d'or. |
| Blason de Damazan | Détails | Ces armoiries ont été inscrites à l’armorial de d’Hozier en 1697, registre « Guyenne » (page 1068, no 32), cinquante livres ont été payées par la cité pour l’usage de ces armoiries. Elles sont présentes sur les plaques de rues du bourg de Damazan, ainsi que sur le fanion d’une chorale du XIXe siècle conservé en la mairie. |

## Pour approfondir